# Црква Рођења Пресвете Богородице (Сантово)
Црква Рођења Пресвете Богородице позната и као Мала Госпоина је један од православних храмова Српске православне цркве у Сантову (Hercegszántó). Црква припада Будимској епархији Српске православне цркве.
Црква у Сантову је посвећена Рођењу Пресвете Богородице.

## Историјат
Године 1900. по нацртима архитекте Момчила Тапавице 1900. саграђена је Црква Рођења Пресвете Богородице. Иконостас је пренет из сентандрејске Оповачке цркве и дело је непознатог украјинског иконописца из 1746. године. Плац за српску цркву и школу платио је патријарх Георгије Бранковић.